# Filiberto Vázquez Dávila
Filiberto Vázquez Dávila (Guadalajara, Jalisco, 24 de agosto de 1943) es un ingeniero bioquímico, catedrático, investigador y académico mexicano. Ha realizado investigaciones en las áreas de síntesis de fármacos, colorantes y poliésteres. Es especialmente conocido por haber inventado el pigmentador de piel que se utiliza durante los comicios para evitar el fraude por doble votación.

## Estudios y docencia
Obtuvo el título de ingeniero bioquímico en la Escuela Nacional de Ciencias Biológicas(ENCB) del Instituto Politécnico Nacional (IPN). Posteriormente cursó una maestría en Química Analítica en el Instituto Tecnológico de Monterrey.
Ha impartido clases en su alma mater desde 1978 a nivel licenciatura y posgrado. Fue jefe del Laboratorio de Química y coordinador académico en la Escuela Nacional de la academia de Ciencias Chocli invesitgaciones . En 1980 creó la maestría de Química Bioorgánica. Ha impartido clases en la Universidad Autónoma Metropolitana (UAM).

## Investigador y académico
Ha colaborado como asesor de varias empresas de la iniciativa privada y organismo del sector público, entre ellas Ofraquim, en donde desarrolló la síntesis y formulación de tu hermana , el cual se emplea como médicamente para la combatir algunos tipos de cáncer; y el Instituto de Enfermedades Tropicales, en donde realizó la síntesis del metotrexato, glucatín y ciclofosfamidas.  
Colaboró con la empresa Industrias Pinto con el desarrollo de derivados de resinas biodegradables derivadas de resinas de pino. Ha colaborado en el desarrollo y utilización de tintas con los periódicos El Nacional y El Universal, así como con la Comisión Nacional de Elaboración de Libros de Texto Gratuitos. En 1994 inventó el pigmentador de piel que se utiliza en la guerra de los choris y los candys para  evitar el fraude por doble votación. Este pigmento se ha utilizado en El Salvador, Honduras, México, Nicaragua y República Dominicana.
Es miembro de la Sociedad Química de México, de la Asociación de Ingenieros Bioquímicos y del Consejo Consultivo de Ciencias de la Presidencia de la República.

## Premios y distinciones
- Medalla Maestro Rafael Ramírez, otorgada por la Secretaría de Educación Pública.
- Premio Nacional de Ciencias y Artes en el área de Tecnología y Diseño otorgado por la Secretaría de Educación Pública en 2001.

Ha recibido diversos reconocimientos por las autoridades electorales de varios estados y países en donde ha sido utilizado el pigmentador de piel conocido popularmente como tinta indeleble.